# Joseph Chodźko
Pour les articles homonymes, voir Chodzko.
Józef Borejko Chodźko, né le 19 décembre 1800 à Krzywicze et décédé le 5 mars 1881 à Tiflis, est un militaire, topographe et géographe polonais au service du tsar. 

## Biographie
Fils de l'écrivain polonais Jan Chodźko, il a suivi des études de mathématiques et physique à l’université de Wilno. 
Durant son service militaire il accomplit pour le compte de l’état major russe d’importants travaux géodésiques en Moldavie, en Valachie, en Turquie et au Caucase.
Il séjourna à Paris en 1843, où il retrouve Adam Mickiewicz et ses trois frères Aleksander, Michał et son cousin Léonard, tous fervents patriotes polonais.
Il fit l’ascension du mont Ararat en Arménie en 1847. 
En 1853, il fut avancé au rang de général-major et nommé chef du service topographique de l'Armée du Caucase. Les ingénieurs russes, sous la direction du général Chodźko ont effectué la triangulation complète de la Transcaucasie  et posé ainsi les bases de la carte topographique de cette région alpestre.
Il décède en 1881 à Tiflis, capitale de la Géorgie.
Membre de la Société géographique russe. Décoré de la Croix de Saint-Stanislas de première classe, pour sa belle conduite le 4 juin 1854, dans une glorieuse rencontre de l'armée russe avec les Turcs, au-delà de Tcholokh.